# 637
| 637                |
| ------------------ |
| Dødsfald - Fødsler |
|                    |

| Gregoriansk kalender | 637 DCXXXVII            |
| Ab urbe condita      | 1390                    |
| Armensk kalender     | 86 ԹՎ ՁԶ                |
| Kinesiske kalender   | 3333 – 3334 丙申 – 丁酉 |
| Etiopisk kalender    | 629 – 630               |
| Jødisk kalender      | 4397 – 4398             |
| Hindukalendere       |                         |
| - Vikram Samvat      | 692 – 693               |
| - Shaka Samvat       | 559 – 560               |
| - Kali Yuga          | 3738 – 3739             |
| Iransk kalender      | 15 – 16                 |
| Islamisk kalender    | 15 – 17                 |

Se også 637 (tal)